# Tokijské muzeum fotografie

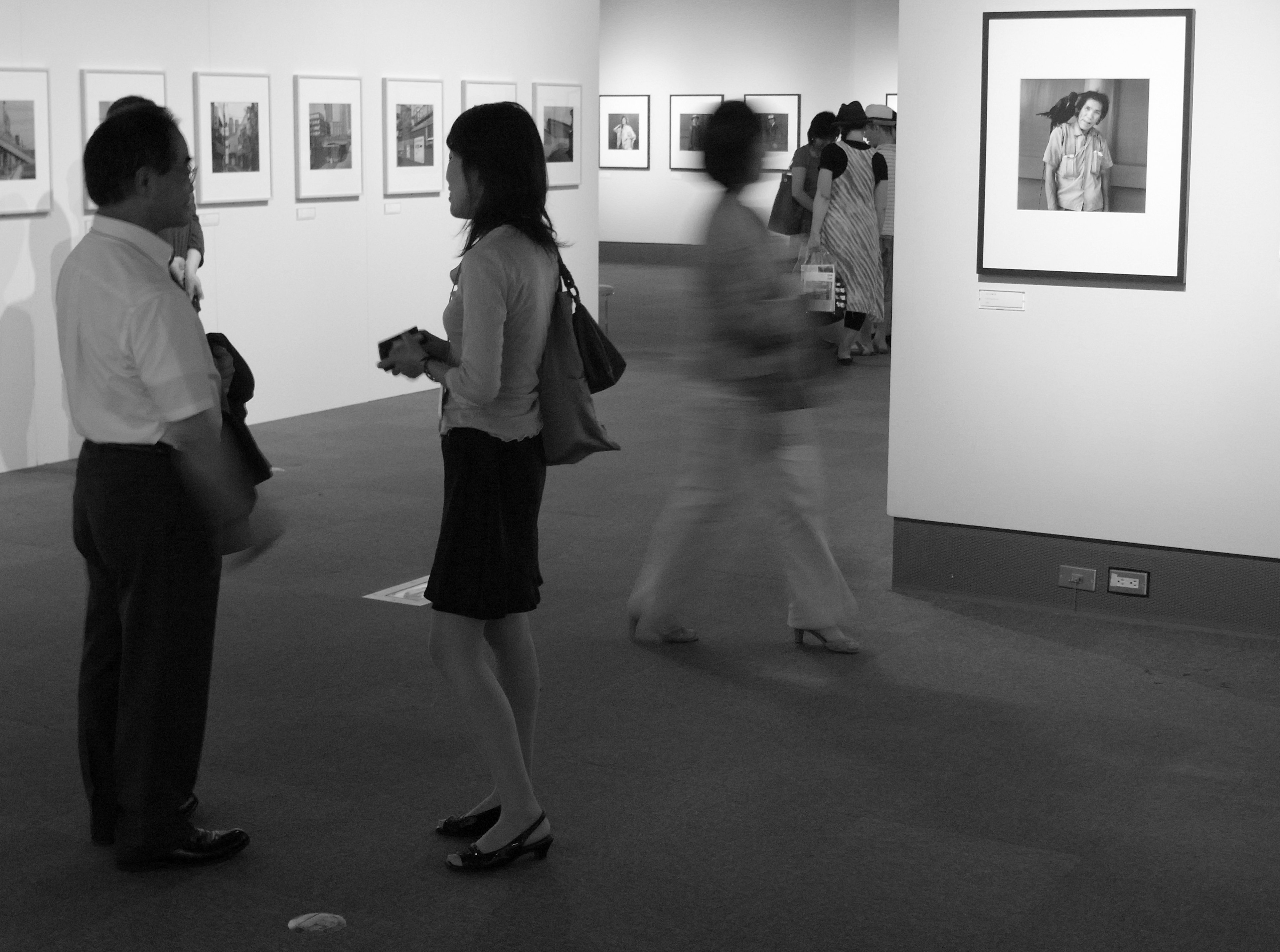
Výstavní prostor, srpen 2011

Tokijské muzeum fotografie (japonsky 東京都写真美術館, Tókjó-to šašin bidžucukan) je plnohodnotné muzeum umění zaměřené na fotografii. Bylo založeno tokijskou metropolitní vládou jako Tokijské metropolitní muzeum fotografie a nachází se v městské části Meguro-ku, nedaleko stanice metra Ebisu v jihozápadním Tokiu. Do roku 2014 si muzeum přezdívalo „Syabi“ (vyslovováno šabi); od roku 2016 si říká TOP Museum (Špičkové muzeum).

## Historie a výstavy
Tokijské metropolitní muzeum fotografie bylo otevřeno v dočasné budově v roce 1990 a v roce 1995 se přestěhovalo do své současné budovy v Jebisu Garden Place. V té době to byla jedna z prvních fotografických galerií v Japonsku, která nebyla věnována dílům jediného fotografa. Většina výstav od té doby byla spíše tematická, než věnovaná jednomu autorovi, ale konaly se zde výstavy, které byly věnovány fotografům minulosti jako byli například Berenice Abbottová (1990) nebo Tadahiko Hajaši (1993–1994) a také žijícím fotografům včetně Martina Parra (Fashion Magazine, 2007) nebo Hiromi Cučidy (Tsuchida Hiromi's Nippon, 2008).
Jako výstavní prostory slouží třetí patro (pro spolufinancované výstavy fotografií nebo místa k pronájmu, 495 m²), druhé patro (místo pro výstavy originálních fotografií, 495 m²) a první suterén (místnost pro videozáznamy pro obecné videokonference kromě fotografií, 532 m²). Ve čtvrtém patře je knihovna, která pojme 36 500 knih a 1400 časopisů. V sále v prvním patře (283 m²) se nachází kino, kde se promítají nové filmy přístupné veřejnosti. Kromě toho je v budově také muzejní obchod a kavárna.
Od otevření muzeum aktivně uvádí domácí i zahraniční fotografická díla zaměřená na různé speciální výstavy a v posledních letech se také zaměřuje na jinou kulturu než pouze fotografii, jako jsou například anime a videohry, aby zaujaly děti i dospělé. Knihovna galerie má značnou sbírku fotografických knih.
Do konce roku 2008 neměla galerie pro externí potřebu k dispozici žádný tištěný ani elektronický katalog. Avšak kniha 328 Outstanding Japanese Photographers (328 vynikajících japonských fotografů) vydaná roku 2000 přináší komentář a malou reprodukci ukázkové fotografie každého z více než tří set fotografů zastoupených ve stálé sbírce galerie na přelomu tisíciletí. Většina jednotlivých výstav je doprovázena tištěnými katalogy; jak je v Japonsku zvykem, většina z nich postrádá ISBN a nejsou distribuovány jako běžné knihy, jejich prodej je místo toho omezen na samotné muzeum.
Fotografové, jejichž práce je zahrnuta ve stálé sbírce jsou například: Šihači Fudžimoto, Bruce Gilden, Hisae Imai, Takeji Iwamiya, Akira Komoto, Motoiči Kumagai, Seidži Kurata, Mičiko Macumoto, Aizó Morikawa, Eiiči Moriwaki, Tadajuki Naitoh, Kijoši Nišijama, Jošino Óiši, Kódži Sató, Tokihiro Sató, Bukó Šimizu, Mieko Šiomi, Teiko Šiotani, Raghubir Singh, Jutaka Takanaši, Toyoko Tokiwa, Mišima Tokiwa, Haruo Tomiyama, Kansuke Jamamoto, Keisuke Kumakiri, Šinzó Hanabusa a další.
Muzeum bylo z důvodu rekonstrukce uzavřeno od 24. září 2014 do konce srpna 2016.
Od roku 2016 se při vstupu do budovy nebo její výzkumných součástí neplatí žádné vstupné, ale výstavy jsou pro návštěvníky zpoplatněné.
V muzeu vystavovali v průběhu let také čeští fotografové Jindřich Štreit (1994) a Josef Koudelka (1995/97) a Invaze 1968: Praha (2011).

## Galerie

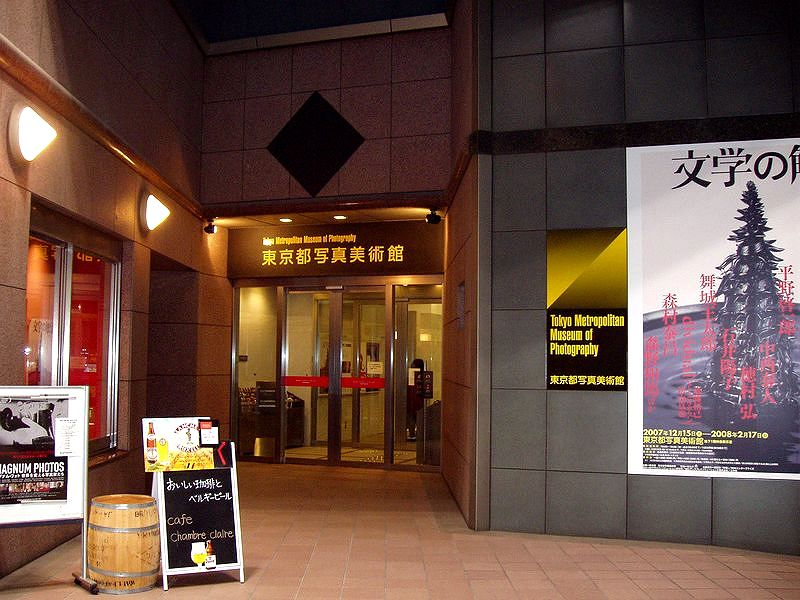
Interiér muzea
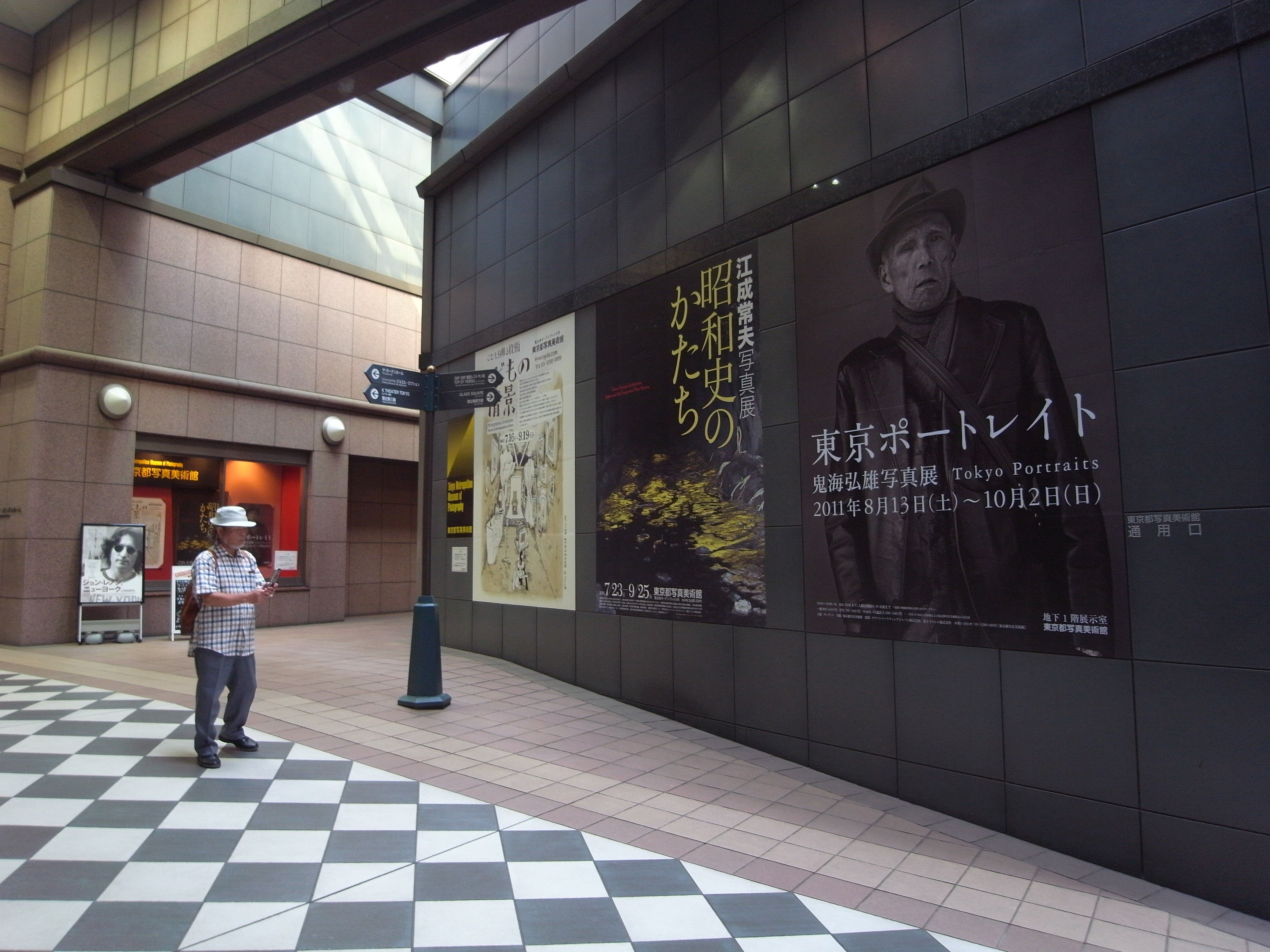
Interiér muzea
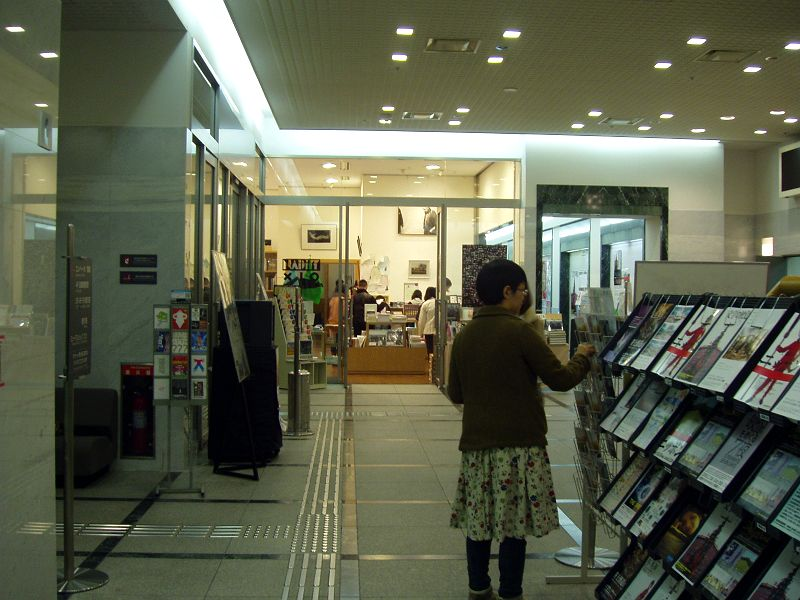
Interiér muzea
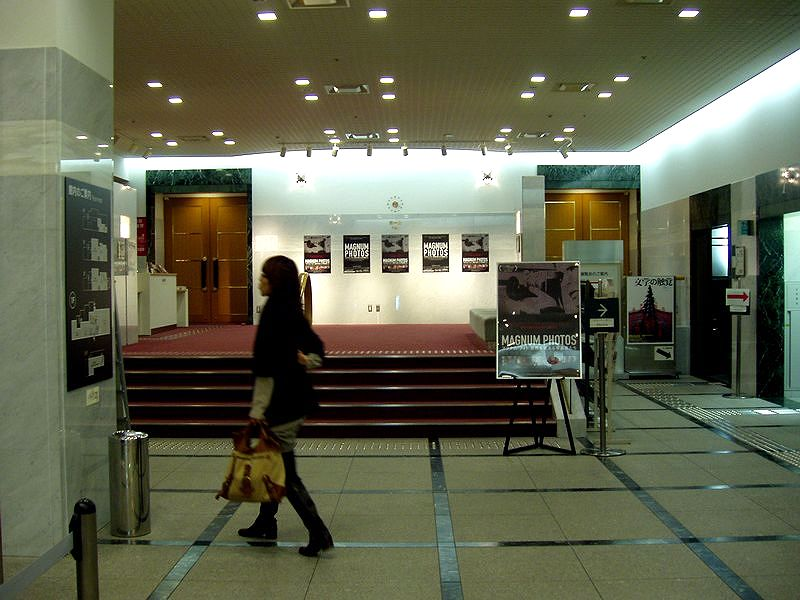
Interiér muzea
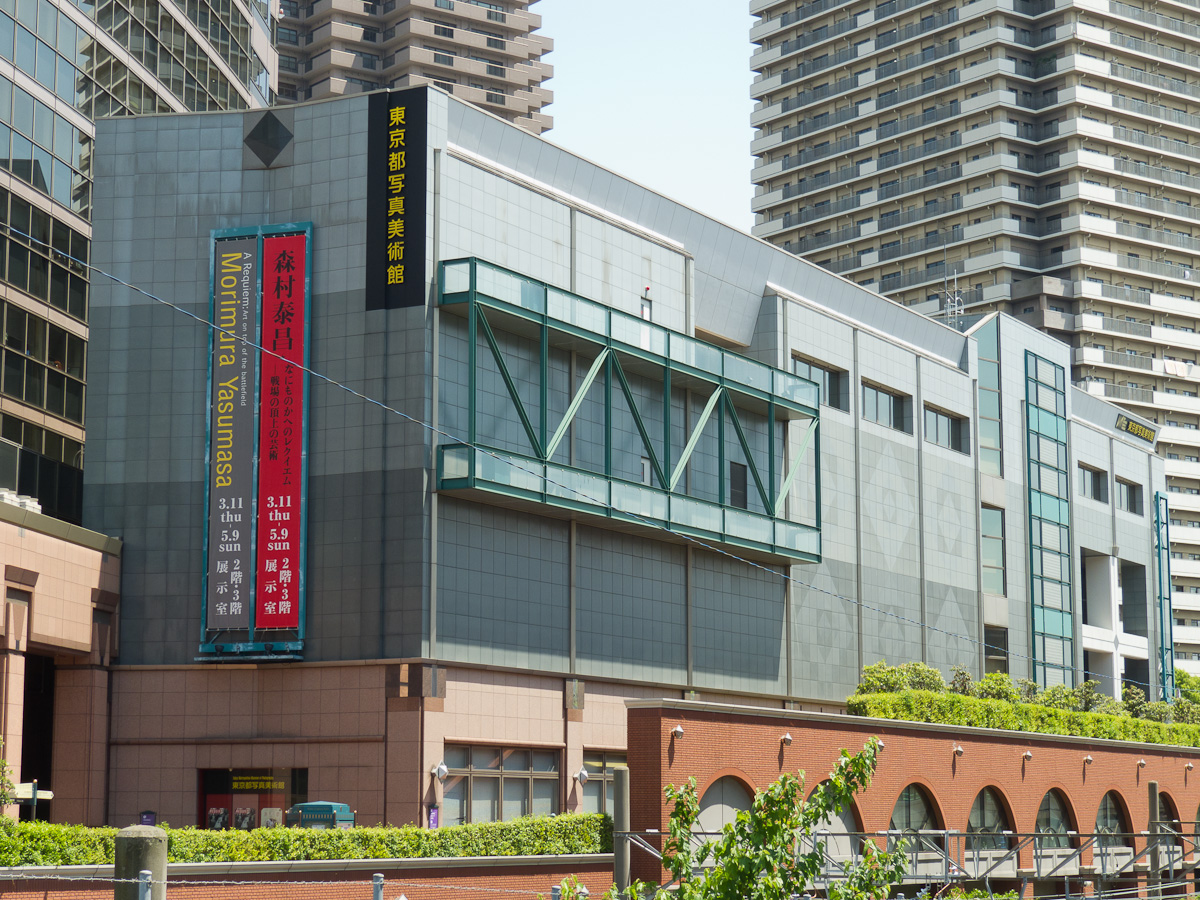
Budova z ulice